# Ártabros

Los ártabros eran una tribu celta asentada en el noroeste de la actual Galicia. Eran los pobladores de la zona que comprende la ría de La Coruña y la ría de Ferrol hasta la llegada del propio Julio César en el año 62 a. C.
Junto con célticos y nerios parecen configurar un grupo diferenciado dentro del pueblo de los galaicos. Vendría en apoyo de esta hipótesis la ausencia de las habituales ofrendas a los dioses galaico-lusitanos Bandua y Reue en sustitución de Cossu (divinidad también presente en territorio de los astures pero no en la Bracarense y Lusitania). Su diferenciación respecto a otros galaicos también es comentada por Estrabón: 

Los que viven más alejados son los ártabros, en la región del cabo que llaman Nerio, que separa los flancos occidental y norte. En ella viven también célticos, emparentados con los de las orillas del Anas. Dicen que en una ocasión en que hicieron allí una campaña militar éstos junto con los túrdulos, hicieron defección tras pasar el río Limia.
(Estrabón 3.3.5)

Estrabón se refiere a los célticos de la Beturia, asentados en el valle del actual Guadiana, y a los túrdulos célticos de la costa media de Portugal. Si desertaron tras cruzar el Limia, se desprende que no encontraron en brácaros y callaecos, las mismas relaciones de identidad que con los célticos del norte. 
Los ártabros son notablemente mencionados en la Historia Natural de Plinio en el siglo I junto con los cibarcos, los egovarros, los jadones y los arrotrebos: «[1] En el promontorio de los Pirineos comienza España, más estrecha en este punto no solo que la Galia, sino también que ella misma en el resto de su extensión: allí, de hecho, a un lado el Océano, al otro el Mar Ibérico, la estrechan, como hemos dicho (III, 4, 7), enormemente. Una cadena de los Pirineos, que penetra en España en dirección a la salida equinoccial hacia la puesta invernal, la divide en dos partes, una más pequeña al norte, la otra al sur. La costa que se presenta primero en el orden que seguimos es la de la España Citerior o Tarraconiana. Desde los Pirineos, a lo largo del Océano, los bosques de los vascones, Olarso, las ciudades de los várdules, Morosgi, Menosca, Vesperías, el puerto de los Amanes, donde Flaviobriga es ahora una colonia; la región de los Cantábricos con nueve ciudades;
[2] el río Sanda; el puerto de Victoria de los Juliobrigios; a 40.000 pasos de este lugar, las fuentes del Ebro, el puerto Blendium; los Orgenomescos de los Cántabros, con su puerto Vereasueca; la región de los Astures, la ciudad Noega; en una península, las Paesiques; luego, desde la jurisdicción de Lugo, desde el río Navia, los Albiones, los Cibarcos, los Egovarres, apodados Namarinianos, los Jadones, los Arrotrebus, el promontorio céltico; los ríos Florio y Nelo. » — Plinio el Viejo, Historia Natural, Libro IV, 34, 1-2.
- Datos: Q2864772